# عضيض كبير الأزهار
عضيض كبير الأزهار أو عضيض دالشمبي (الاسم العلمي: Urospermum dalechampii) هو نوع من النباتات يتبع جنس العضيض من الفصيلة النجمية.

## الاسم العلمي المرادف
- Urospermum grandiflorum

|  |  |  |